# Tannu Uriankhai
Tannu Uriankhai (tiếng Nga: Урянхайский край. giản thể: 唐努乌梁海; phồn thể: 唐努烏梁海; bính âm: Tángnǔ Wūliánghǎi, phiên âm Hán-Việt: Đường Nỗ Ô Lương Hải), là một khu vực thuộc Đế quốc Mông Cổ và sau này thuộc về nhà Thanh. Lãnh địa Tannu Uriankhai nay gần như trùng với lãnh thổ Cộng hòa Tuva thuộc Liên bang Nga, giáp giới với các vùng thuộc Nga và Mông Cổ.
Sau khi Ngoại Mông tuyên bố độc lập từ nhà Thanh, và Trung Hoa Dân Quốc đầu thế kỷ 20, khu vực Tannu Uriankhai ngày càng chịu ảnh hưởng từ phía Nga, và cuối cùng trở thành một quốc gia cộng sản độc lập, mang tên Cộng hòa Nhân dân Tuva, sáp nhập vào Liên bang Sô viết năm 1944.
Trung Hoa dân quốc (Đài Loan) chưa bao giờ chính thức tuyên bố từ bỏ chủ quyền trên vùng đất này, kể từ năm 1949.